# 本藩人物誌
本藩人物誌（日语：／ Honbanjinbutsushi）是記載以日本戰國時代為中心，從15世紀中期至17世紀中期為止，約2百年間的島津氏一族以及主要家臣等略記的書物。全13卷，人物以伊呂波順排列。

## 概要
作者被認為是福崎正澄，不過此人生平不明，成立年代亦不明。卷12末尾是「道釋傳」（僧侶）及「女子傳」，卷13是與島津氏敵對或發起謀反人物的「國賊傳」。不過薩摩藩的「國賊」，實際上許多都是因為冤罪和派閥爭鬥而失敗的人物。鹿兒島大學附屬圖書館所藏的抄本是島津久光在天保10年（1839年）至翌年（1840年）所抄寫，並在昭和26年（1951年）由該館從玉里島津家購入（『玉里文庫本』）。鹿兒島縣立圖書館所藏本則是底本，在昭和48年（1973年）以鹿兒島縣史料集第13集刊行。